# Solberg (gmina Örnsköldsvik)
Solberg – miejscowość (småort) w Szwecji w gminie Örnsköldsvik w regionie Västernorrland. Około 145 mieszkańców.